# Marcin Gawron
Marcin Gawron (* 25. Mai 1988 in Nowy Sącz) ist ein polnischer Tennisspieler.

## Karriere
Marcin Gawron war bereits auf der Junior-Tour erfolgreich. So nahm er 2006 an den French Open, Wimbledon Championships und US Open teil. Bei den Wimbledon Championships gelang ihm als Qualifikant sogar der Einzug ins Finale, das er in zwei Sätzen gegen Thiemo de Bakker verlor. Seine beste Platzierung war ein kombinierter 29. Rang im Juli 2006.
Seit 2006 spielt Gawron Turniere bei den Profis, dort meist auf der drittklassigen ITF Future Tour und zweitklassigen ATP Challenger Tour. Sein Debüt auf der ATP World Tour gab er 2007 im Doppel in Sopot. Er erhielt gemeinsam mit Adam Chadaj eine Wildcard für das Doppelfeld, verlor aber in der ersten Runde gegen Dawid Olejniczak und Michał Przysiężny. Im September gewann er seinen ersten Futuretitel im Einzel. Ein Jahr später konnte er weitere Futuretitel, diesmal im Doppel, gewinnen. Zusätzlich feierte er auf der Challenger Tour seinen ersten Titelgewinn. An der Seite seines Landsmannes Mateusz Kowalczyk setzte er sich in Bytom im Finale in drei Sätzen durch. Er beendete das Jahr sowohl im Einzel als auch im Doppel in den Top 400 der Weltrangliste.
In den beiden folgenden Jahren gelangen Gawron keine größeren Erfolge, sodass er in der Weltrangliste stagnierte. Dennoch kam Gawron zu seinem Debüt in der polnischen Davis-Cup-Mannschaft. Bei dem Duell gegen Israel spielte er das erste Einzel gegen Dudi Sela, das er in drei Sätzen verlor. Später im Jahr gelang ihm durch zwei Futuretitel im Einzel und zwei Zweitrundeneinzüge auf der Challenger Tour mit dem 262. Rang seine bislang beste Platzierung in der Weltrangliste. Im September gewann er seinen zweiten Doppeltitel auf der Challenger Tour. In Stettin gewann er mit Andriej Kapaś das Finale gegen die Kasachen Andrei Golubew und Juri Schtschukin in zwei Sätzen. Durch diesen Erfolg gelang ihm mit dem 272. Rang erstmals der Sprung in die Top 300 der Doppelweltrangliste. Durch zwei weitere Erfolge auf der Futuretour verbesserte er sich  im September 2012 auf den 268. Rang, was bis heute seine Karrierehoch im Doppel bedeutet.
Im Einzel verlief es für Gawron in den Folgejahren weniger erfolgreich. So gelang ihm nach 2012 kein weiterer Titelgewinn mehr auf der Future Tour, was einen Abstieg in der Weltrangliste nach sich zog. Auf der Challenger Tour musste er immer häufiger in der Qualifikation starten, die er nur vereinzelt überstand. Im Doppel war er etwas erfolgreicher, er gewann noch fünf weitere Titel auf der Future Tour, war jedoch auch zwischenzeitlich außerhalb der Top 1000 der Welt. Im September 2017 bestritt er sein letztes Challengerturnier im Doppel, weshalb er aktuell nicht mehr in der Doppelrangliste geführt wird.
Gawron spielte zwischen 2012 und 2016 für den Gladbacher HTC in der 1. und 2. Tennis-Bundesliga. Seit 2017 startet er für den LTTC Rot-Weiß Berlin in der 2. Tennis-Bundesliga.

## Erfolge
| Legende (Anzahl der Siege)  |
| Grand Slam                  |
| ATP World Tour Finals       |
| ATP World Tour Masters 1000 |
| ATP World Tour 500          |
| ATP World Tour 250          |
| ATP Challenger Tour (2)     |

### Doppel

#### Turniersiege
| Nr. | Datum              | Turnier | Belag | Partner           | Finalgegner                     | Ergebnis         |
| --- | ------------------ | ------- | ----- | ----------------- | ------------------------------- | ---------------- |
| 1.  | 21. Juni 2008      | Bytom   | Sand  | Mateusz Kowalczyk | Raphael Durek Błażej Koniusz    | 6:4, 3:6, [10:7] |
| 2.  | 18. September 2011 | Stettin | Sand  | Andriej Kapaś     | Andrei Golubew Juri Schtschukin | 6:4, 6:3         |